# Sphaeronella dulichiae
Sphaeronella dulichiae är en kräftdjursart som beskrevs av Hansen 1897. Sphaeronella dulichiae ingår i släktet Sphaeronella, och familjen Nicothoidae. Arten är reproducerande i Sverige.